# Accenture
Accenture Limited es una empresa multinacional de consultoría estratégica, servicios tecnológicos y externalización (outsourcing). Fue constituida en Hamilton, Bermudas, aunque el día 26 de mayo de 2009 se anunció la aprobación por parte del comité ejecutivo del traslado de su domicilio social a Irlanda. La revista Fortune la incluyó en su lista de las 500 mayores empresas en nivel de ingresos, cuenta con más de 730.000 empleados en 120 países, en octubre de 2015 empleaba solo en España a unos 10 000 profesionales. En el año fiscal finalizado el 31 de agosto de 2010, la compañía declaró unos ingresos netos de 23.090 millones de dólares estadounidenses.

## Historia
Accenture nació como una división de la empresa auditora Arthur Andersen, dedicada a la consultoría empresarial y tecnológica a principios de la década de 1950. En 1989, Arthur Andersen (AA) y Andersen Consulting (AC) se convirtieron en unidades separadas de Andersen Worldwide Société Coopérative (AWSC). En la década de los noventa se tensaron las relaciones entre las dos divisiones por una cláusula del contrato de escisión por el cual la sección con mayor rentabilidad debía pagar hasta el 15% de sus beneficios a la otra. A la vez Arthur Andersen creó su propia línea de servicios de consultoría empresarial que competía directamente con el negocio de Andersen Consulting. En agosto de 2000, se rompieron definitivamente todos los vínculos entre las dos ramas después del arbitraje presentada por AC ante la Cámara de Comercio Internacional. En enero de 2001, de acuerdo con la resolución que estableció la separación, tuvo que abandonar la denominación de "Andersen" y adoptó el título de Accenture (confluencia de los términos "accent" y "future"), motivado también por el desprestigio de Arthur Andersen, involucrada en el escándalo financiero de Enron, que conllevaría el cese de sus actividades.
En el año 2013 obtuvo el premio empresa flexible en la categoría de gran empresa que otorga la Comunidad de Madrid al reconocimiento de los programas empresariales que fomentan la conciliación de la vida laboral y personal de los empleados.

## Líneas de trabajo
Las cuatro líneas de trabajo llamadas por Accenture Workforces en todo el mundo, dan atención a los clientes en las áreas de consultoría, tecnología y subcontratación, así como a la propia empresa. Esto es casi siempre una designación interna ya que es un lugar común para los empleados de Accenture para trabajar en equipos mezclados por una variedad de razones operativas y de negocio.
- Consulting: Enfoque en consultoría de gestión, el trabajo de diseño del proceso de producción y la aplicación de tecnologías a los negocios. Mejora de ventas, entrega y liderazgo.
- Operation: La mayoría se centran en los compromisos de subcontratación en las áreas de operaciones de negocios, informática, desarrollo y mantenimiento de aplicaciones, servicios de soporte técnico y recursos humanos. En el marco de algunos acuerdos de subcontratación, los equipos de los clientes internos pueden ser "rebautizado" como los empleados de Accenture alineados a esta fuerza de trabajo. A veces trabajan en proyectos de consultoría o como equipos internos de la empresa.
- Digital y Technology: Accenture Technology Solutions es la filial que se centra en las habilidades tecnológicas específicas que se necesitan para ejecutar proyectos o acuerdos de subcontratación. Comprende la mayoría de los empleados de Accenture en las sedes de la compañía situadas en los países en vías de desarrollo como Argentina, Brasil, México, India y Filipinas.
- Strategy: Enfoque en el diseño del plan de acción y apoyo a todas las actividades en negocios de Accenture, incluida la seguridad jurídica, de servicios, mercadotecnia y gestión financiera del cliente. Especial énfasis en proyectos de crecimiento, transformación digital, y estrategia corporativa.

## Principales subsidiarias
- Tecnilógica Ecosistemas (anteriormente Coritel), es la subsidiaria española de Accenture para el desarrollo de software, fundada en 1984.

- Accenture Outsourcing Services es la subsidiaria española de Accenture para subcontratación y externalización de servicios.

- Avanade provee servicios de consultoría tecnológica y soluciones para la plataforma de software Microsoft. Comenzó como una empresa conjunta entre Microsoft y Accenture, pero ahora más del 80% ha sido adquirida por Accenture.
- Accenture Technology Solutions proporciona las habilidades tecnológicas enfocadas a los clientes y comprende toda la mano de obra Solutions, incluyendo a la mayoría de los Accenture Delivery Centers situados en los países en desarrollo como Filipinas, Rumanía y países de América como México, Costa Rica, Brasil, Argentina o Chile.
- Accenture ofrece servicios de Servicios Federales directamente a las entidades gubernamentales de Estados Unidos, tales como los Departamentos de Defensa, Seguridad Nacional y Justicia. Esta filial fue constituida específicamente para cumplir con un mandato del Congreso que dice que los contratistas de defensa tendrán sede en los Estados Unidos.
- Accenture Defense Group proporciona servicios de gestión de documentos, sistemas de tecnología de la información de software y mejora de procesos de negocio estrategias para los gobiernos, proveedores del Estado, las empresas y las organizaciones transnacionales como la Agencia Espacial Europea.
- Accenture SAP Solutions ofrece software SAP a los clientes antiguos creados con recursos Coritel BPM de SAP.
- Digiplug ofrece fabricación de música y video y servicios de entrega a los principales sellos discográficos, así como operadores inalámbricos y fabricantes de dispositivos móviles de terminales en todo el mundo.
- Accenture Mobility Services ayuda a las empresas operadoras desarrollar y desplegar nuevas aplicaciones que generan ingresos móviles.
- Accenture Song ayuda a las empresas desarrollar capacidades de marketing digital y optimizar sus inversiones en marketing.
- Accenture CAS proporciona la gestión de clientes y soluciones de movilidad para la industria de bienes de consumo.
- Accenture Strategy es la división de consultoría estratégica de la compañía. El conocido como "cuerpo de élite" de Accenture lidera el grupo de las consultoras "Tier 2", junto a Oliver Wyman y A.T. Kearney en la industria.